# Más allá del hielo
Más allá del hielo es una novela escrita por Douglas Preston y Lincoln Child. El libro fue publicado originalmente en 2000 por Grand Central Publishing y en España por Plaza y Janes.

## Argumento
El cazador de meteoritos Nestor Masangkay llega a Isla Desolación, una isla cerca del Cabo de Hornos en Chile, tras la pista de un posible meteorito, allí desaparece.
Meses después, las pistas del meteorito caen en manos del millonario Palmer Lloyd, un coleccionista de artefactos extraños que contrata al socio de Nestor, Sam McFarlane, para que encuentre el meteorito. También contrata a la empresa Effective Engineering Solutions, Inc., a para que transporte lo que, según los datos de Nestor, es el mayor meteorito encontrado hasta la fecha.
Eli Glinn, el presidente de EES, acepta la oferta y diseña un plan a prueba de fallos con ayuda de la matemática Rachel Amira y la capitana Sally Britton.
La expedición llega al Cabo de Hornos a bordo de carguero Rolvaag, que esconde un equipamiento de alta tecnología bajo su apariencia cochambrosa.
Una vez en la isla, aparece el cadáver de Nestor Masangkay que parece haber sido alcanzado por un rayo, pero lo más inquietante sucede cuando analizan la composición y las extrañas características del meteorito.

## Conexiones con otras obras de Preston y Child
La novela Still Life with Crows hace referencia a un libro de ficción titulado Beyond the Ice Limit, una secuela de Más allá del hielo que los autores han publicado en los Estados Unidos de América el 17 de mayo de 2016 con la editorial Grand Central Publishing.
En la novela The Cabinet of Curiosities, mientras explora la mansión de Riverside Drive  Aloysius Pendergast descubre un meteorito rojo expuesto en la colección de su antepasado.
Eli Glinn aparece como secundario en Dance of Death y The Book of the Dead. Aquí se cuenta que perdió un ojo y quedó hemipléjico tras los sucesos Más allá del hielo

## Web-epílogo
Los autores escribieron en su web un epílogo donde describían como los supervivientes de la expedición vuelven al Océano Antártico.

## Recepción
- Jeff Ayers' del Library Journal escribió, "todos los elementos de una gran aventura están en este libro"."[4]

- En la crítica del School Library Journal, Pam Johnson dice: "es una tempestuosa aventura con grandes personajes."[5]

- Publishers Weekly' dijo: "lo que le falta de sofisticación lo tiene de garra, sería una magnífica película veraniega"."[6]